# أولاد الجويني
أولاد الجويني، هي فرقة غنائية تونسية. تنشط الفرقة منذ 1983 وقد سميت على اسمها قائدها فرحات الجويني الذي جمع حوله بقية أفرادها وهم رضا غليس وعبد الملك العجمي وإسماعيل الشامي ويضاف إليهم احيانا فرد أو اثنين اضافيين. تستعمل الفرقة اللغة الدارجة في اغانيها التي من أبرزها «يابنية» و«ماماتي» «وداعا شيري» و«مبروك» و«زيدو عالعين» واغنية الأعراس التي اشتهرت بها «بيب بيب» كما غنت للثورة التونسية في «ياشهيد الله». اقامت الفرقة دورات وحفلات عدة في تونس وخارجها.

## روابط خارجية
- أولاد الجويني على موقع ميوزك برينز (الإنجليزية)
- أولاد الجويني على موقع ديسكوغز (الإنجليزية)